# Собирова, Лайлохон Арслонбек кизи
Лайлохон Арслонбек кизи Собирова (узб. Layloxon Arslonbek qizi Sobirova; 28 февраля 2003) — узбекская спортсменка, борец вольного стиля, призёр Азиатских игр и чемпионата Азии.

## Карьера
В июле 2022 года в Бахрейне она стала победителем юниорского Первенства Азии. В апреле 2023 года на чемпионате Азии в Астане в финале уступила сопернице из Японии Сае Нандзьо со счетом 4:11 и удостоилась серебряной медали. В начале октября 2023 года она принимала участие на Азиатских играх в китайском Ханчжоу, где в весовой категории до 57 кг, завоевала бронзовую медалей. В январе 2025 года стала финалисткой кубка памяти Ивана Ярыгина в Красноярске, Россия.

## Достижения
- Азиатские игры 2022 — ;
- Чемпионат Азии по борьбе 2023 — ;
- Кубок памяти Ивана Ярыгина 2025 — ;